# Registres del Gran Historiador

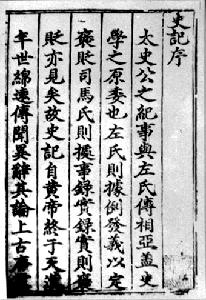
Primera pàgina del Shiji en manuscrit.

Els Registres del gran historiador o Shiji (xinès tradicional: 史記, xinès simplificat: 史记, pinyin: Shǐjì), també coneguts com a Memòries històriques, escrites del 109 aC al 91 aC, fou el magnum opus de Sima Qian, en què va relatar la història xinesa des dels temps de l'emperador Groc fins a la seva pròpia època. (L'emperador Groc, tradicionalment situat en el 2600 aC, és el primer governant considerat per Sima Qian com a prou històric per a poder aparèixer en els Registres). En tant que primer text històric xinès sistemàtic, els Registres influïren profundament en la historiografia i la prosa xinesa.

## Disseny i contingut
Els 130 volums (o rotlles, ara sovint anomenats també capítols) del text classifiquen la informació en diverses categories.
1. 12 volums de Benji (本紀), "Annals Bàsics" o "Biografies imperials", contenen les biografies de tots els governants prominents de l'emperador Groc a Qin Shi Huang i els reis de les dinasties Xia, Shang, i Zhou. Les biografies dels quatre emperadors i una emperadriu vídua de l'occidental dinastia Han abans d'aquesta època també hi estan incloses. La biografia de Xiang Yu, que en realitat mai va governar tot el país, també va ser inclosa en aquesta classificació. Això pot haver-se produït pel fet que Sima Qian inclogués governants de facto com ara Xiang Yu i l'emperadriu Lü Zhi i n'exclogués governats sense poder real, com ara l'emperador Yi de Chu i l'emperador Hui de Han.[1]
2. 10 volums de Biao (表) o "Taules", són cronologies d'esdeveniments.
3. 8 volums de Shu (書) o "Tractats", d'economia i altres temes de l'època.
4. 30 volums de Shijia (世家) o "Biografies de les cases feudals i persones eminents", contenen biografies de governants notables, la noblesa i els buròcrates majoritàriament del període de les Primaveres i Tardors i del Període dels Regnes Combatents. Confuci també està inclòs en aquesta classificació.
5. 70 volums de Liezhuan (列傳) o "Biografies i biografies col·lectives ", contenen biografies d'importants figures individuals, incloent-hi Laozi, Mozi, Sun Tzu, i Jing Ke.

El Shiji va estar influït per la tradició històrica anterior (incorporant-hi sovint textos anteriors a la seva obra). Ha estat definit, però, com a precursor i model de tots els escrits històrics xinesos quant a model d'estil i qualitat. És important, ja que no es limita a la descripció del poble xinès, sinó que hi incorpora les regions i pobles dels quals tenien coneixement els xinesos. Dona molta importància al clima, a la geografia, als factors econòmics, tradicions i institucions per sobre de fets històrics concrets en el temps. A més de la concepció didàctica de la història, va incorporar el tracte més personal dels documents i sobretot una perspectiva crítica i pròpia. Va crear escola en la manera de presentar i ordenar la història i, a més a més, incorporar la profunditat i extensió de la pròpia història, presentant aquesta visió acadèmica de la història, com ja hem comentat. Això influiria en els historiadors posteriors com la família Ban (Biao, Gu, Zhao) i els prosistes Tang i Han Yu.
Quant al contingut, el Shiji respon a un impuls d'aportar unió cultural a les elits xineses. Per exemple, va intentar englobar en un sistema filosòfic únic, els mons humà, natural i sobrenatural, creant el confucianisme cosmològic Han Wudi. Aquesta obra presenta la Xina des de la seva mítica fundació fins a la formació de l'Imperi Han, contemporani a Sima Qian, passant per la unificació dels Regnes Combatents de la Xina pre-Qin, que incorporen els pobles i civilitzacions dels límits xinesos.

## Estil

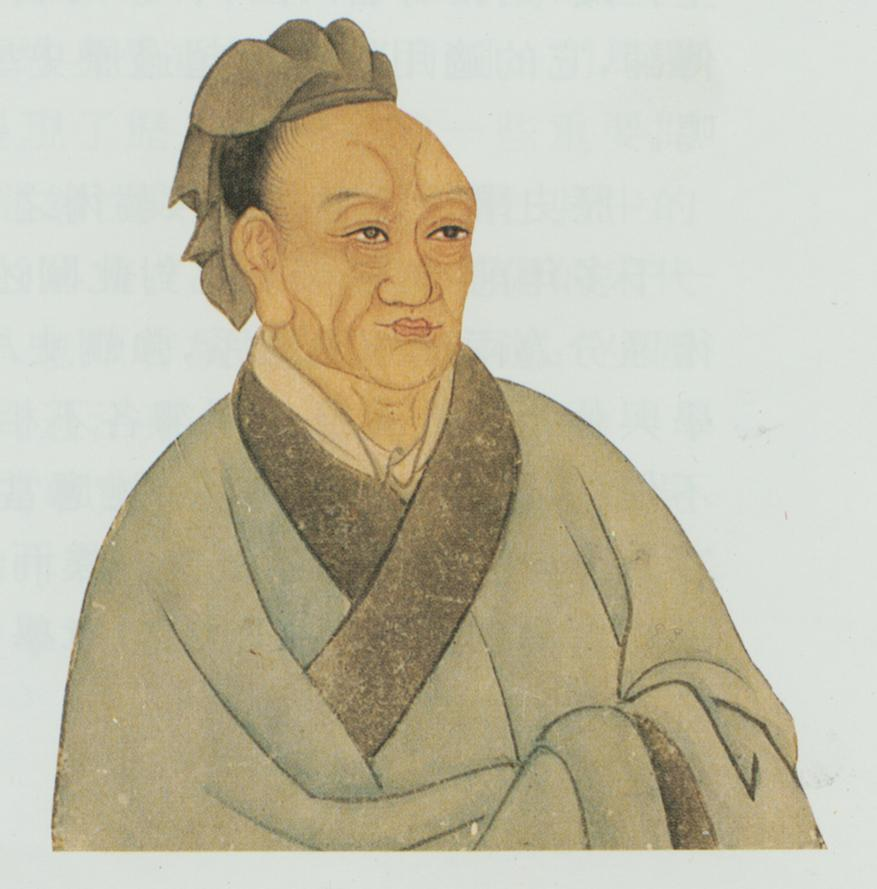
Sima Qian

A diferència dels textos històrics oficials posteriors que van adoptar la doctrina de Confuci, va proclamar els drets divins dels emperadors, i degradà qualsevol demandant fallit al tron. La prosa més liberal i l'objectiu de Sima Qian ha estat reconegut i seguit pels poetes i novel·listes. La majoria dels volums de Liezhuan són vívides descripcions d'esdeveniments i persones. L'autor explica que utilitza críticament les històries transmeses de l'antiguitat, com a part de les seves fonts, equilibrant la fiabilitat i exactitud dels registres. Per exemple, el material en l'intent de Jing Ke d'assassinar el primer emperador de la Xina era suposadament un relat d'un testimoni transmès pel besavi de l'amic del seu pare, que va treballar com a buròcrata de baix rang en la cort de Qin i s'esdevingué quan estava assistint a la cerimònia diplomàtica per a Jing Ke.
S'ha observat que el diplomàtic Sima Qian té una manera d'accentuar els aspectes positius en el seu tractament dels governants en els annals bàsics, però s'escola informació negativa en altres capítols, motiu pel qual la seva obra ha de ser llegida en el seu conjunt per obtenir informació completa. Per exemple, la informació que Liu Bang (més tard, emperador Gaozu de Han), en un intent desesperat d'escapar d'una persecució dels homes de Xiang Yu, va empènyer els seus fills fora del seu carruatge per alleugerir-lo, no apareix en la biografia de l'emperador, però sí en la biografia de Xiang Yu. També té cura d'equilibrar els aspectes negatius amb el positius, per exemple, en la biografia de l'emperadriu Lü Zhi, que conté relats esgarrifosos de la seva crueltat, va assenyalar al final que, qualsevulla que pugui haver estat la seva vida personal, el seu govern va portar la pau i la prosperitat al país.

## Materials de base
La família de Sima eren historiadors hereditaris de l'emperador Han. El pare de Sima Qian, Sima Tan, va exercir com a Gran Historiador, i Sima Qian el va succeir en el càrrec. Així doncs, tenia accés als arxius primerencs de la dinastia Han, als edictes i als registres. Sima Qian va ser un historiador metòdic, escèptic, que tenia accés a llibres antics, escrits en tires de bambú i fusta, d'una època anterior a la dinastia Han. Moltes de les fonts que va fer servir no van sobreviure. Sima Quian no sols utilitza els arxius i registres imperials, sinó que també va entrevistar persones i va viatjar al voltant de la Xina per verificar-ne la informació. En el seu primer capítol, "Annals dels Cinc Emperadors", escriu:
| “ | Jo mateix he viatjat cap a l'oest fins a K'ung-t'ung, cap al nord, passant Cho-lu, a l'est pel mar, i al sud he navegat els rius Groc i Huai He. Els ancians i homes vells d'aquestes diferents terres sovint em van assenyalar els llocs on els emperadors Groc, Yao, I Shun havien viscut, i en aquests llocs, els usos i costums semblaven molt diferents. En general, les fonts dels seus relats que no difereixen dels textos antics semblen estar properes a la veritat. | ” |
|   | — Sima Qian, traducció a l'anglès per Burton Watson |   |

El Gran Historiador usà Els annals dels Cinc Emperadors (五帝系諜) i el Clàssic d'història com a materials base per a fer les genealogies des de l'època de l'emperador Groc fins a la de la regència Gonghe (841-2 BC). Sima Qian sovint cita les seves fonts. Per exemple:
- En el primer capítol, "Annals dels Cinc Emperadors," escriu: "He llegit els Annals de Primavera i Tardor i el Guo Yu."
- En el seu capítol 13, "Taula genealògica de les tres edats", escriu Sima Qian: "He llegit totes les genealogies dels reis (dieji 谍记) que existeixen des de temps de l'emperador Groc."
- En el seu 14è capítol, "Crònica anual dels senyors feudals", escriu: "He llegit tots els annals reials (chunqiu li pudie 春秋曆譜諜) fins als temps del rei Li de Zhou."
- En el seu 15è capítol, "Crònica Anual dels Sis Estats," escriu: “He llegit els Annals de Qin (qin ji 秦記), i ells diuen que els quanrong [una tribu bàrbara] derrotaren el rei You de Zhou [ca 771 BC]."
- En el 19è capítol, escriu: "He tingut ocasió de llegir en els registres de vassallatge i arribar al cas de Wu Qian, el marquès de Bian...". (El pare del marquès de Bian, Wu Rui, va ser nomenat rei (wang) de Changsha a Hunan per la seva lleialtat a Gaozu.[6] En aquest capítol sobre el patriòtic ministre i poeta Qu Yuan, Sima Qian escriu: "He llegit [les obres de Qu Yuan] Li Sao, Tianwen (Preguntant al Cel), Zhaohun (Convocant l'ànima), i Ai Ying (Lament per Ying”.)

En el 62è capítol, "Biografia de Guan i de Yan", escriu: "He llegit el Mu Min de Guan (牧民, Govern del poble, un capítol en el Guanzi), Shan Gao (Les muntanyes són altes), Chengma (Carro i cavalls; una llarga secció sobre la guerra i l'economia), Qingzhong (Lleuger i pesat; i. e. "què és important"), i Jiufu (Nou cases), així com els Annals de Primavera i Tardor de Yanzi." En el seu 64è capítol, "Biografia de Sima Rangju", el Gran Historiador escriu: "He llegit l'Art de la Guerra de Sima." En el seu 121è capítol, "Biografies d'erudits", escriu: "He llegit els decrets imperials que encoratjaven l'educació dels funcionaris."

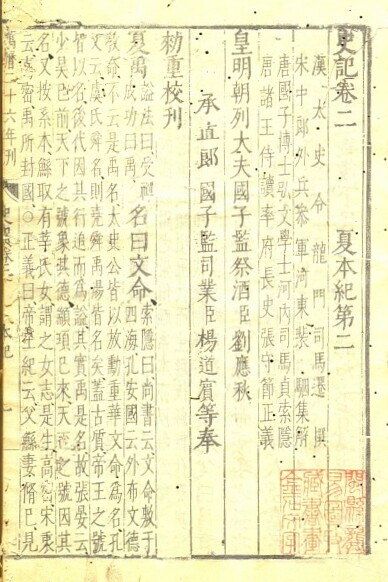
Primera pàgina del capítol 2, Annals de Xia

Sima Qian va escriure sobre els problemes amb les fonts incompletes, fragmentàries i contradictòries. Per exemple, s'esmenta en el prefaci al capítol 15 que els registres de la crònica dels estats feudals conservats a l'arxiu Zhou van ser cremats per Qin Shihuang perquè contenien crítiques i burles dels Qin, i que els annals dels Qin eren breus i incomplets. En el capítol 13, s'esmenta que les cronologies i genealogies de diferents textos antics "no estan d'acord i es contradiuen entre si al llarg d'aquestes". En el seu 18è capítol, Sima Qian escriu: "He posat a sota només el que és veritable, i en els casos dubtosos he deixat un espai en blanc."

## Fiabilitat i precisió
Els estudiosos han posat en dubte la historicitat dels reis llegendaris dels antics períodes determinats per Sima Qian. Sima Qian comença el Shiji amb un relat dels cinc governants de la virtut suprema, els Cinc Emperadors que els estudiosos moderns, com ara els de l'Escola de l'Antiguitat Dubtosa, creuen que eren originalment deïtats locals dels pobles de l'antiga Xina. Sima Qian tamisa els elements del sobrenatural i fantàstic que semblaven contradir la seva existència com a monarques humans reals i, per tant, va ser criticat per convertir els mites i el folklore en història sòbria.

No obstant això, segons Joseph Needham, que va escriure el 1954 sobre els registres de Qian quant als reis de la dinastia Shang (c. 1600 - c. 1050 aC): 
| “ | S'acceptava comunament que Ssuma Chhien [Sima Qian] no podia tenir els materials històrics adequats per al seu relat del que havia passat més de mil anys abans. Un pot jutjar la sorpresa de molts, per tant, quan semblava que no menys de vint-i-tres dels trenta noms de governants havien de trobar-se clarament en els indubtablement genuïns ossos d'Anyang. És clar, doncs, que Ssuma Chhien [Sima Qian] tenia materials bastant fiables a la seva disposició, un fet que posa de manifest una vegada més la profunditat històrica de mires dels xinesos -i que la dinastia Shang és perfectament acceptable. | ” |
|   | — Joseph Needham |   |

Per bé que alguns aspectes de la història de Sima Qian de la dinastia Shang es veuen recolzats per les inscripcions en els ossos de l'oracle, no hi ha, fins ara, cap prova de corroboració clara, per part de l'arqueologia, de la història de la dinastia Xia que presenta Sima Qian.
També hi ha discrepàncies de fet, com ara dates entre les diverses parts de l'obra. Això pot ser un resultat de l'ús de Sima Qian de diferents textos d'origen.